# 総経理
総経理（そうけいり、簡: 总经理; 繁: 總經理）は、中国などの取締役会 (簡: 董事会 / 董事局; 繁: 董事會 / 董事局) の決議等による会社 (中: 公司) の決定と監督の下で、会社の事務を統轄管理する責任者である。フランスのディレクトゥー・ジェネラル (仏: Directeur général) (DG) や執行役、社長、総支配人などに相当する。
董事総経理（とうじそうけいり、簡: 董事总经理; 繁: 董事總經理）は、取締役会 (簡: 董事会; 繁: 董事會) の決議等による会社 (中: 公司) の決定に従って、会社の事務を統轄管理する取締役 (簡: 董事; 繁: 董事) のことである。